# ESPN (Brasil)
ESPN es un grupo de canales de televisión por suscripción brasileño de origen estadounidense dedicado a deportes exclusivo para Brasil. Es la filial brasileña de ESPN Latinoamérica.
En Brasil, ESPN cuenta con seis canales: ESPN, ESPN 2, ESPN 3, ESPN 4, ESPN 5 y ESPN 6. Todos están disponibles en alta definición.
Sus principales competidores en audiencia deportiva dentro de tal país son SporTV, TNT Sports y BandSports.

## Historia
El canal tiene gran fama debido al hecho de cubrir grandes eventos deportivos alrededor del mundo, como los Juegos Olímpicos de Atlanta 1996, Sídney 2000, Atenas 2004, Pekín 2008 y Río 2016, la Copa Mundial de Fútbol de Francia 1998, Alemania 2006 y Sudáfrica 2010, los Juegos Panamericanos de 1999, 2003 y los de Río de Janeiro en 2007.
En un corto período de tiempo desde su lanzamiento al aire, el canal alcanzó una posición de alto prestigio en términos de audiencia, con un gran cuota de rating entre el público. El canal también ganó el premio APCA dos veces. En 1995, por "la mejor programación deportiva", y en 1998 por "Mejor Cobertura de la Copa Mundial 1998".

## Canales de ESPN en Brasil
Existen seis canales de ESPN en Brasil: 
- ESPN: (anteriormente ESPN Brasil) el canal principal, más orientado al fútbol con debates en vivo, noticias, notas y entrevistas, además de eventos deportivos transmitidos en vivo. Desde el 17 de enero de 2022, el canal pasa llamarse solamente ESPN.[1]
- ESPN 2: (anteriormente ESPN) centrado en el fútbol internacional, competiciones con sede en los Estados Unidos (MLS, NBA, NFL, MLB y NHL) y otros deportes como el rugby, el tenis y el golf. También cuenta con programación grabada como producciones de ESPN Films y producciones originales brasileñas. Desde el 17 de enero de 2022, el canal pasa a llamarse ESPN 2.[1]
- ESPN 3: (anteriormente ESPN 2) centrado en el fútbol internacional, competiciones de Estados Unidos y deportes extremos. Anteriormente llamado ESPN HD e ESPN+. Desde el 17 de enero de 2022, el canal pasa a llamarse ESPN 3.[1]
- ESPN 4: (anteriormente Fox Sports) pasa a tener el actual nombre desde el 17 de enero de 2022.[1]
- ESPN 5: (anteriormente FOX Sports 2) pasa a tener el nombre actual desde el 15 de febrero de 2024.[2]
- ESPN 6: (anteriormente ESPN Extra) pasó a tener el nombre actual desde el 15 de febrero de 2024.[3]

## WatchESPN
Fue un servicio de internet de ESPN que transmitía eventos deportivos en vivo, en línea a cualquier hora y podía verse en cualquier parte de Brasil.
El servicio ofrecía transmisiones simultáneas de las señales de ESPN para selectos abonados de televisión por cable o satélite en todo Brasil. El servicio solo estuvo disponible para los suscriptores de proveedores de televisión por cable, televisión por satélite e IPTV participantes, y no se ofrecía como un servicio de suscripción a Internet solo para aquellos que no tenían una suscripción de televisión paga.
El 31 de agosto de 2021 con el lanzamiento del servicio de streaming Star+ (siendo este el nuevo lugar de los eventos deportivos de ESPN en streaming), WatchESPN dejó de estar disponible gradualmente.
El 26 de junio de 2024 dio inicio la fusión de Star+ con Disney+, convirtiéndose esta última en la nueva plataforma donde se podría ver todo el contenido de ESPN en Latinoamérica, sin embargo, Star+ continuaría disponible como plataforma independiente hasta el 24 de julio de 2024.